# 祖雷卡·利維拉
祖雷卡·利維拉·門多薩（1987年10月3日—）是出生於波多黎各的波多黎各環球小姐與2006年環球小姐冠軍。她首次演出的長篇電視連續劇是Dame Chocolate。

## 2006年度環球小姐競選
2006年7月23日，利維拉代表波多黎各參加2006年度環球小姐競選，於當晚，利維拉在之前的預賽成功進入前20名，經過泳裝環節，進入前10名，再經過晚禮服環節, 進入前5名，經過泳裝環節、晚禮服環節和最後的問答環節，擊敗其他85名佳麗。奪得2006年度環球小姐冠軍。
那天晚上，在舉行新聞發佈會期間，利維拉突然晕倒在台上，工作人員立即把她扶離現場。據說是因為她的晚禮服由金属链組成，而站在炙热的灯光下已经有很长时间，因而暈倒。
利維拉是第五名代表波多黎各贏得環球小姐殊榮（僅次於美國和委內瑞拉）。利維拉是第三位連續代表波多黎各進入前5名的佳麗，於2004年度環球小姐競選中，代表波多黎各的阿爾巴·雷耶斯得到季軍，2005年度環球小姐競選中，代表波多黎各的辛西婭·奧拉瓦里亞得到亞軍。
利維拉是自2001年度環球小姐丹尼斯·內斯（代表波多黎各）奪得環球小姐殊榮後，第一位奪得環球小姐殊榮。一年間，他會與2006年度美國小姐冠軍塔拉·康納和2006年度美國妙齡小姐冠軍凱蒂·布萊爾生活一年，並宣揚和平等等工作。
2007年5月28日，利維拉於墨西哥墨西哥城為2007年度環球小姐森理世加冕。

## 一年的環球小姐生活
在她奪得環球小姐殊榮後，她接受了很多傳媒的訪問。
從7月底到8月初，她前往到日本參與在東京文華東方酒店五星鑽石獎，還與2006年度日本環球小姐、2006年度環球小姐冠軍知花鞍羅見面。
8月下旬，她去到印尼，出席了一個水療中心開幕禮，會見了文化部長，並出席了印尼環球小姐。在印尼，她訪問峇厘岛。
9月4日，她回到波多黎各，出席國慶慶祝活動和遊行。
截至2007年4月，利維拉除了去過日本、印度尼西亞和波多黎各外，還去過捷克、俄羅斯、土耳其、法國、希臘、哈薩克、印度、意大利、西班牙、墨西哥、泰國和巴西。

## 家庭和個人生活
她有父親（傑里·利維拉）、母親（卡門·門多薩）和兩個弟弟（傑里·利維拉·門多薩和塞裡·利維拉·門多薩）。在贏得波多黎各環球小姐之前，她在2002年度波多黎各妙齡小姐奪得亞軍。
她曾被傳媒猜測與塞爾維亞籍網球手諾瓦克·喬科維奇約會，因為她被發現在年底於上海舉行的錦標賽為喬科維奇歡呼。
自從2010的秋天，則開始和NBA達拉斯小牛隊的後衛J.J.Barea交往並於2012年2月誕下兒子，惜最後於2013年4月分手。

## 演出
利維拉出演了2017年爆红的歌曲《Despacito》的音乐录像。

## 相關連結
- 2006年度環球小姐競選
- 纳塔丽·格列波娃
- 森理世
- 環球小姐

## 外部連結
- 她贏得2006年環球小姐專訪祖雷卡
- 環球小姐官方網站 （页面存档备份，存于）

| 前任： 纳塔丽·格列波娃 | 環球小姐 2006年 | 繼任： 森理世 |